# Kafr kasem
Kafr kasem (en árabe: كفر قاسم (فيلم)‎) es una película dramática siria, producida en Siria por Al-Sharq Establishment for Production and Distribution; dirigida por el director Borhane Alaouié, en 1975, y 120 min de duración. 
El tema de la película es la masacre de Kafr Qasim que tuvo lugar en Israel en 1956.
Fue mostrada en el Noveno Festival Internacional de Cine de Moscú, donde ganó un Diploma.

## Reparto
- Abdallah Abbassi
- Ahmad Ayub
- Salim Sabri
- Shafiq Manfaluti
- Charlotte Rushdi
- Zaina Hanna
- Intissar Shammar